# Dedukcja naturalna
Dedukcja naturalna – bardzo intuicyjny i generujący dowody system dowodzenia twierdzeń, bazujący na systemach Hilberta.
Dowód to lista formuł objętych oknami.
Operacje w bardzo prostej wersji to:
- dodanie założenia, otwiera to okno,
- przepisanie dowolnego aktywnego założenia,
- zamknięcie okna, dodaje się za oknem formułę „pierwsza formuła okna {\displaystyle \supset } ostatnia formuła okna”, wszystkie formuły w oknie są dezaktywowane,
- użycie jednej z reguł dowodzenia (w szczególności modus ponens na dowolnych aktywnych) na dowolnych aktywnych formułach.

Każda formuła leżąca poza oknem, zwykle powstała w wyniku zamknięcia ostatniego okna, jest twierdzeniem.
Okna są wyłącznie graficzną reprezentacją tego co się dzieje.

## Przykład
Udowodnijmy, że {\displaystyle P\supset (Q\supset P).}
| 1. {\displaystyle P} (założenie) \| 2. {\displaystyle Q} (założenie) 3. {\displaystyle P} (przepisanie aktywnej formuły 1) \| 4. {\displaystyle Q\supset P} (eliminacja założenia 2, dezaktywacja 2 i 3) |
| 2. {\displaystyle Q} (założenie) 3. {\displaystyle P} (przepisanie aktywnej formuły 1) |

5. {\displaystyle P\supset (Q\supset P)} (eliminacja założenia 1, dezaktywacja 1 i 4)
Dowód tego bardzo prostego twierdzenia jest – właśnie bardzo prosty, co nie zawsze jest prawdą w przypadku innych systemów dowodzenia.

## Bardziej rozbudowane wersje
Przedstawiona tu wersja potrafi tylko dodawać i eliminować implikacje. Bardziej rozbudowane wersje zajmują się też innymi spójnikami, dodając nowe reguły wyprowadzania formuł i zamykania okien.